# Onthophagus quiproquo
Onthophagus quiproquo es una especie de insecto del género Onthophagus, familia Scarabaeidae, orden Coleoptera.

Fue descrita científicamente por Moretto & Génier en 2010.